# Sergio Martínez (Fußballspieler, 1969)
Sergio Daniel Martínez Alzuri (* 15. Februar 1969 in Montevideo) ist ein ehemaliger uruguayischer Fußballspieler.

## Karriere

### Verein
Der 1,73 Meter große Martínez, der auf der Position des Stürmers spielte, gehörte von 1986 bis 1990 zum Kader des montevideanischen Vereins Defensor Sporting. Den größten Erfolg dieser Karrierephase stellte der Gewinn des uruguayischen Meistertitels des Jahres 1987 dar. In den Jahren 1991 und 1992 stand er dann beim Ligakonkurrenten Peñarol unter Vertrag. Dort gewann er die Copa Cerdeña und die Copa Murcia. Zur Spielzeit 1992 wechselte er auf die gegenüberliegende Seite des Río de la Plata und schloss sich dem argentinischen Hauptstadtklub Boca Juniors an, für die er fortan bis 1997 auflief. In diesem Zeitraum bestritt er für die Argentinier mindestens 74 Ligaspiele und schoss dabei 44 Tore. In den Jahren 1995 und 1996 wird er jedoch ebenfalls erneut im Kader der Aurinegros geführt. Anschließend wechselte er nach Europa, wo er beim spanischen Erstligisten Deportivo La Coruña einen Vertrag unterzeichnete. In den Spielzeiten 1997/98 und 1998/99 sind dort für ihn allerdings lediglich drei Einsätze mit 104 Minuten Spielzeit in der spanischen Primera División verzeichnet. Teilweise wird er dort auch in der Spielzeit 1999/2000 als Spieler im Kader geführt. Nach seiner Rückkehr in die Heimat war er 2000 und 2001 noch für Nacional aktiv. In beiden Jahren erspielten die Bolsos den Landesmeistertitel.

### Nationalmannschaft
Martínez, der bereits 1986 mit der uruguayischen Auswahl bei den Südamerikaspielen 1986 in Chile mitwirkte, war auch Mitglied der uruguayischen A-Nationalmannschaft. Er debütierte in der Celeste am 27. September 1988. Sein 35. und letztes Länderspiel absolvierte er am 20. Juli 1997. Insgesamt erzielte er fünf Länderspieltore. In dieser Zeit nahm er mit der Celeste an der Weltmeisterschaft 1990 teil, bei der er im Gruppenspiel gegen Südkorea zum Einsatz kam. Auch gehörte er den uruguayischen Aufgeboten bei der Copa América 1989, die Uruguay als Zweitplatzierter beendete, und der Copa América 1991 an. 1995 gewann er mit der Celeste bei diesem Turnier schließlich den Titel. Auch 1997 war er Teil des Kaders bei dieser Veranstaltung.

### Erfolge
- Copa América 1995
- 3× Uruguayischer Meister (1987, 2000, 2001)

## Weblink
- Sergio Martínez in der Datenbank von footballdatabase.eu (englisch)